# Bereczky Loránd
Bereczky Loránd (Békés, 1940. augusztus 12. –) magyar művészettörténész, 1982 és 2010 között a Magyar Nemzeti Galéria igazgatója.

## Élete
1960 és 1965 között az Eötvös Loránd Tudományegyetem Bölcsészettudományi Karán folytatott tanulmányokat. Ezt követően 1982-ig a Kulturális Kapcsolatok Intézete, a Művelődési Minisztérium, a Magyar Szocialista Munkáspárt (MSZMP) Központi Bizottságának munkatársa, emellett 1974-től 1986-ig Magyar Iparművészeti Főiskolán is tanított XIX-XX. századi egyetemes és magyar művészeti tantárgyakat.
1982-ben nevezték ki a Magyar Nemzeti Galéria igazgatójának. Pozícióját rendkívül hosszú időn keresztül (28 év), 2010-es nyugdíjba vonulásáig töltötte be. Így fogalmazott a vezetése alatti időszakkal kapcsolatban:
„Jó állapotban vettem át. Szerencséje volt a Galériának a késői születéssel – 1957-ben alapították – nálunk rend van, itt nincsenek leltározatlan műtárgyak. Fontos, hogy az ember tudja, mije van. Az volt az elvárás, hogy muzeológiailag hiteles, múzeumba illő kiállítások legyenek, vagyis ne rövid, egymást váltó, hanem tudományos kutatásokkal megalapozott, összefüggéseket feltáró kiállítások szülessenek, tudományos igényű katalógusokkal. Ezt teljesítettük. Amit a muzeológiai szakma, a művészettörténészek fontosnak éreztek, azokat a témákat lehetett feldolgozni, és meg is volt hozzá minden feltétel.”
1976-ban munkásságáért Munkácsy Mihály-díjat kapott. 2010-ben elnyerte a Magyar Érdemrend parancsnoki keresztje a csillaggal kitüntetést.

## Könyvei, füzetei
- Muralia Hungarica. Mai magyar épületdíszítő művészet, Budapest, 1978.[4]
- Kocsis. Bereczky Loránd írásai Kocsis Imréről, Budapest, 1979.[5]
- Vasilescu gyűjtemény. Budapest Kiállítóterem Bp. V. Szabadsajtó út 5./1984. március 17 - április 29., Budapest, 1984.[6]
- Skiccek. Válogatás Cséri Lajos szobrászművész vázlataiból, Budapest, 2007. (100 példányban jelent meg. Kereskedelmi forgalomba nem került.)[7]
- Több nyelven egy hazában. Crossroads of Culture - Ünnepek, emberek, történetek, hétköznapok, fotográfiák/Holidays, People, Stories, Lives, Photographs, Budapest, 2009. (szerzőtársak: Erős János, Horváth György)[8]

### Szerkesztett kötetek
- 40 alkotó év. Képzőművészeti mappa hazánk felszabadulásának 40. évfordulója és az MSZMP XIII. kongresszusa tiszteletére, Budapest, 1985.[9]

A 2010-es években az ő szerkesztésében jelent meg A magyar festészet mesterei című könyvsorozat.